# جنگ ستارگان: خیزش اسکای‌واکر
جنگ ستارگان: خیزش اسکای‌واکر (انگلیسی: Star Wars: The Rise of Skywalker؛ با نام جنگ ستارگان: قسمت نهم – خیزش اسکای‌واکر نیز شناخته می‌شود) فیلمی آمریکایی در ژانر اپرای فضایی حماسی به تهیه‌کنندگی، نویسندگی و کارگردانی جی. جی. آبرامز است که در سال ۲۰۱۹ منتشر شد. تولید این فیلم بر عهدهٔ لوکاس‌فیلم و کمپانی تولیدی بد روبات پروداکشنز آبرامز بوده و به‌وسیلهٔ استودیو سینمایی والت دیزنی توزیع شده‌است. این فیلم بعد از نیرو برمی‌خیزد (۲۰۱۵) و آخرین جدای (۲۰۱۷) سومین قسمت از سه‌گانهٔ دنبالهٔ جنگ ستارگان و آخرین قسمت از فیلم‌های نه قسمتی «حماسهٔ اسکای‌واکر» محسوب می‌شود. در این فیلم گروه بازیگران متشکل از کری فیشر، مارک همیل، آدام درایور، دیزی ریدلی، جان بویگا، اسکار آیزاک، آنتونی دنیلز، نائومی آکی، دامنل گلیسون، ریچارد ئی. گرانت، لوپیتا نیونگو، کری راسل، جوناس سوتامو، کلی مری ترن، ایان مک‌دیارمید و بیلی دی ویلیامز ایفای نقش می‌کنند. خیزش اسکای‌واکر ری، فین و پو دامرون را دنبال می‌کند که در حال رهبری آخرین ایستادگی پارتیزان مقاومت در برابر پیشوای عالی کایلو رن و محفل یکم هستند.
ساخت این فیلم در اکتبر سال ۲۰۱۲ پس از خرید لوکاس فیلم توسط دیزنی اعلام شد. در پی گزارش‌های اولیه مبنی بر اینکه ریان جانسن کارگردان آخرین جدای فیلم‌نامه قسمت نهم را خواهد نوشت، کالین ترورو در اوت ۲۰۱۵ برای کارگردانی و نوشتن پیش‌نویس فیلم‌نامه با همکارش درک کانولی استخدام شد؛ هر دو در نهایت نامشان در عوامل داستانی به همراه آبرامز و کریس تریو ثبت شد. در سپتامبر ۲۰۱۷، ترورو به دلیل تفاوت در دیدگاه‌ها با تهیه‌کننده فیلم کاتلین کندی، پروژه را ترک کرد و آبرامز برای کارگردانی این فیلم جایگزین او شد. جان ویلیامز، آهنگساز فیلم‌های اپیزودیک قبلی، برای آهنگسازی—آخرین موسیقی او برای این فرنچایز—بازگشت. مراحل فیلم‌برداری اصلی در اوت ۲۰۱۸ در استودیوهای پاین‌وود در انگلستان آغاز شد و در فوریهٔ ۲۰۱۹ به پایان رسید و مراحل پس از تولید در نوامبر ۲۰۱۹ تکمیل شد. بودجه ساخت این فیلم ۲۷۵ میلیون دلار اعلام شد که آن را به یکی از پرهزینه‌ترین فیلم‌های تاریخ تبدیل می‌کند.
خیزش اسکای‌واکر نخستین بار در ۱۶ دسامبر ۲۰۱۹ در لس آنجلس به روی پرده رفت و اکران رسمی خود را به صورت گسترده از ۲۰ دسامبر به صورت آی‌مکس و سه‌بعدی آغاز کرد. فیلم با نقدهای ضد و نقیضی از سوی منتقدان همراه بود و در زمینهٔ تیم بازیگری، سکانس‌های اکشن و جلوه‌های بصری موجود در آن مورد ستایش قرار گرفت. داستان، روند و سرپیچی برداشت‌شده فیلم از طرح داستانی و مضامین آخرین جدای با انتقاد منتقدان همراه بود. این فیلم بیش از ۱٫۰۷۸ میلیارد دلار در سراسر جهان فروش کرد که آن را به هفتمین فیلم پرفروش ۲۰۱۹ تبدیل می‌کند؛ اگرچه خیزش اسکای‌واکر کم‌فروش‌ترین قسمت این سه‌گانه بود، اما سود خالص آن ۳۰۰ میلیون دلار برآورد شد. این فیلم در نود و دومین دوره جوایز اسکار در سه رشتهٔ بهترین موسیقی فیلم، بهترین جلوه‌های تصویری و بهترین تدوین صدا نامزد دریافت جایزه شده بود. همچنین در هفتاد و سومین دوره جوایز بفتا نامزد دریافت سه جایزه شده بود.

## داستان
پس از اینکه کایلو رن، پالپاتین را که توسط نیروی سیاه زنده مانده پیدا می‌کند پالپاتین به او می‌گوید اگر از او کمک بگیرد و خواسته اش را برآورده کند می‌تواند فرمانروا تمام کهکشان شود و به او کلی سفینه‌های ستاره شکن می‌دهد و ری هم برای شکست رن باید سیاره ای مخفی متعلق به سیت‌ها به نام اگزیکل که ستاره شکن‌ها درون ان هستند را پیدا کند و سفینه‌ها را نابود کند و در همین راه رن هم می‌خواهد ری را بکشد(پالپاتین این را از رن خواست). ری برای یافتن اگزیکل باید به یک رهیاب مخصوص دست پیدا کند او در این راه چند بار مجبور می‌شود با رن بجنگد و در یکی از این جنگ‌ها که در سفینه رن بود رن به او می‌گوید که از وقتی بچه بوده‌است پالپاتین قصد داشته او را به قتل برساند و برای همین پدر و مادرش او را در سیاره جاکو گذاشتند و همچنین به او می‌گوید که او نوه پالپاتین است و پدرش پسر پالپاتین بوده و به همین دلیل قدرت پالپاتین در درون ری هم وجود دارد و پالپاتین هم این را می‌دانسته و همچنین آینده ری را دیده بوده که او در نهایت با این قدرت به جدایها ملحق می‌شود و این برایش تهدید است. برای همین سعی در پیدا کردن و کشتن ری داشته. بعد از این اتفاق ری از سفینه فرار می‌کند و به همراه دوستاتش به جستجو ادامه می‌دهد او مکان رهیاب را بالاخره می‌فهمد و به سیاره ای که رهیاب در ان قرار دارد می‌رود
او باز هم با رن مواجه می‌شود و ان دو با هم جنگ سختی می‌کنند ری پس از مدتی جنگ با شمشیر نوری شکم رن را زخم می‌کند و بعد با استفاده از نیرو متوجه می‌شود لیا مرده و بعد از ان با استفاده از نیرو زخم رن را خوب می‌کند و رن هم به خاطر مرگ مادرش متحول می‌شود و روح پدرش را می‌بیند و پدرش او را نصیحت می‌کند که به روشنایی برگردد و به مقاومت کمک کند. رن هم دیگر متحول شده و بار دیگر به بن سولو تبدیل می‌شود و شمشیر خود را به داخل آب پرت می‌کند. در همین حین ری هم با سفینه رن یا همان بن سولو به مکانی که لوک در ان زندگی می‌کرد بر می‌گردد و قصد دارد مانند لوک برای همیشه خود را اینجا زندانی کند چون ترسیده بود که توسط پالپاتین به سمت تاریک کشانده شود و جانشینش شود و جهان را در تاریکی ببرد. و پس از سوزاندن سفینه خود وقتی شمشیر خود را به داخل آتش پرت می‌کند روح لوک شمشیر را می‌گیرد و به ری می‌گوید باید برگردد و با پالپاتین روبه رو شود و او و لیا از اول می‌دانستند او از خاندان پالپاتین است و با همین حال به او آموزش داده‌اند زیرا که باطن ری را دیده بودند و می‌فهمیدند که ری فردی شایسته‌است و علی‌رغم اصل و نسبش مانند پدربزرگش نیست و نیروی روشنایی درونش جریان دارد. سپس به ری شمشیر لیزری که متعلق به لیا بود را همراه با رهیابی که در همان مکان بود به ری می‌دهد و همچین سفینه ای که مال خود لوک بود و در زیر آب مخفی شده بود را نیز برای ری بیرون می‌آورد. ری به اگزیکل می‌رود و راه را به فین و پو نشان می‌دهد و مقاومت هم برای نابود کردن سفینه‌ها به اگزیکل می‌روند همچنین لندو چون تعداد اعضا و سفینه‌های مقاومت کم است با میلینیوم فالکون
می‌رود تا از مردم عادی کمک بگیرد. ری به اگزیکل می‌رسد و با پالپاتین رو به رو می‌شود
پالپاتین به او می‌گوید که هیچ وقت مرگ ری را نمی‌خواسته و بلکه می‌خواسته ری را به سمت تاریک بکشاند و او را مانند خودش و جانشین خودش کند. سپس خواست که ری او را بکشد تا روح تمام سیت‌ها که درون او است به ری انتقال پیدا کند و به ملکه پالپاتین و صاحب کل کهکشان تبدیل شود ولی ری قبول نمی‌کند ولی وقتی پالپاتین به او نشان می‌دهد دوستانش دارند می‌میرند و نمی‌توانند جلوی محفل یکم بایستند
و پالپاتین به او می‌گوید او را بکشد تا بتواند دوستانش را نجات دهد و ری به اجبار قبول می‌کند در همین حین بن سولو که به نیروی روشنایی برگشته به اگزیکل می‌آید اما در راه با سلحشوران رن روبه رو می‌شود و با ری ارتباط برقرار می‌کند و ری یکی از شمشیرهایش را به رن به‌طور تلپاتی می‌دهد بن سلحشوران را شکست می‌دهد و به کمک ری می‌رود ولی پالپاتین نیروی هر دو را می‌گیرد و آن‌ها را بیهوش می‌کند. در همین حین نیروهای مقاومت که داشتند شکست می‌خوردند نیروهای مردمی که بسیار زیاد بودند به کمکشان آمدند و خیلی از ستاره شکن‌های محفل را نابود کردند اما پالپاتین که قدرتش را با استفاده از نیروی بن و ری ارتقا داده بود با استفاده از نیروی صاعقه ای قوی تمام سفینه‌های مقاومت را دچار مشکل کرد در همین زمان ری بلند می‌شود و با ارتباط گرفتن با جدای‌های گذشته قدرتش برمی گردد و رو در روی پالپاتین قرار می‌گیرد. شمشیرش را برمی‌دارد و با آن صاعقه را به خود پالپاتین برمی‌گرداند و او را می‌کشد و خودش هم که تمام نیرویش مصرف شده بود بیهوش روی زمین می‌افتد. بن سولو در همین لحظه با بدنی آسیب دیده و زخمی می‌آید و ری را که دارد می‌میرد با نیرو از مرگ نجات می‌دهد و بعد خودش می‌میرد و همچنین تمام ستاره شکن‌های محفل یکم نابود می‌شود و مقاومت پیروز می‌شود
آخر فیلم ری به تاتویین می‌رود و در آنجا پیرزنی ازش می‌پرسد: «اسمت چیه؟». ری در همان لحظه روح لوک و لیا را می‌بیند که به او لبخند می‌زنند. سپس در جواب می‌گوید: «ری اسکای‌واکر» و فیلم به پایان می‌رسد.

## بازیگران
- کری فیشر[۱] در نقش لیا اورگانا، او در «قسمت نهم» با استفاده از فوتیج‌های دیده نشده از «نیرو برمی‌خیزد» و «آخرین جدای» ظاهر خواهد شد. آبرامز در این باره گفت: با حمایت و اجازه دخترش بیلی، راهی برای بزرگداشت میراث کری فیشر در نقش لیا یافتیم. برای این کار از بخش‌های استفاده نشده‌ای که در اپیزود هفتم فیلمبرداری شده بود، استفاده می‌کنیم.[۱۲][۱۳]
- مارک همیل[۱] در نقش لوک اسکای واکر، جدای سابق پیش از آموزش ری و تبدیل شدن به نیرو و قربانی کردن خود برای نجات مقاومت در سیاره کرایت.
- دیزی ریدلی[۱۴] در نقش ری، یک زباله گرد یتیم از جاکو که پس از تعلیمات لوک اسکای واکر آخرین بازمانده جدای است.
- آدام درایور[۱۴] در نقش کایلو رن، استاد شوالیه‌های رن و پس از مردن اسنوک حالا پیشوای عالی در محفل یکم است.
- جان بویگا[۱۴]در نقش فین، یک سرباز ضربتی از محفل یکم بوده‌است که به مقاومت می‌پیوندد.
- اسکار آیزاک[۱۴]در نقش پو دامرون، خلبان جنگنده ضربدر-بال مقاومت.
- لوپیتا نیونگو[۱] در نقش ماز کاناتا، یک غارتگر و متحد مقاومت.
- دامنل گلیسون[۱] در نقش ژنرال هاکس، دارای مقام عالی در محفل یکم ولی در حقیقت جاسوس مخفی مقاومت.
- کلی مری ترن[۱] در نقش رز تیکو، یک کارمند تعمیرکاری در مقاومت که متحد با فین است.
- جوناس سوتامو[۱] در نقش چوباکا، یک ووکی که در میلینیوم فالکون کمک خلبان ری است.
- بیلی لورد[۱] در نقش ستوان کونکس، دارای مقام ستوان در مقاومت
- نائومی آکی[۱] در نقش جنا و متحد با مقاومت
- ریچارد ای گرانت[۱] در نقش ژنرال پراید در محفل یکم
- کری راسل[۱۵] در نقش زوری بیلز، یک خلاف کار و دوست قدیمی پو.
- آنتونی دنیلز[۱] در نقش سی‌تری‌پی‌او
- بیلی دی ویلیامز[۱] در نقش لندو کالریسیان

## ساخت

### آماده‌سازی برای فیلم‌برداری

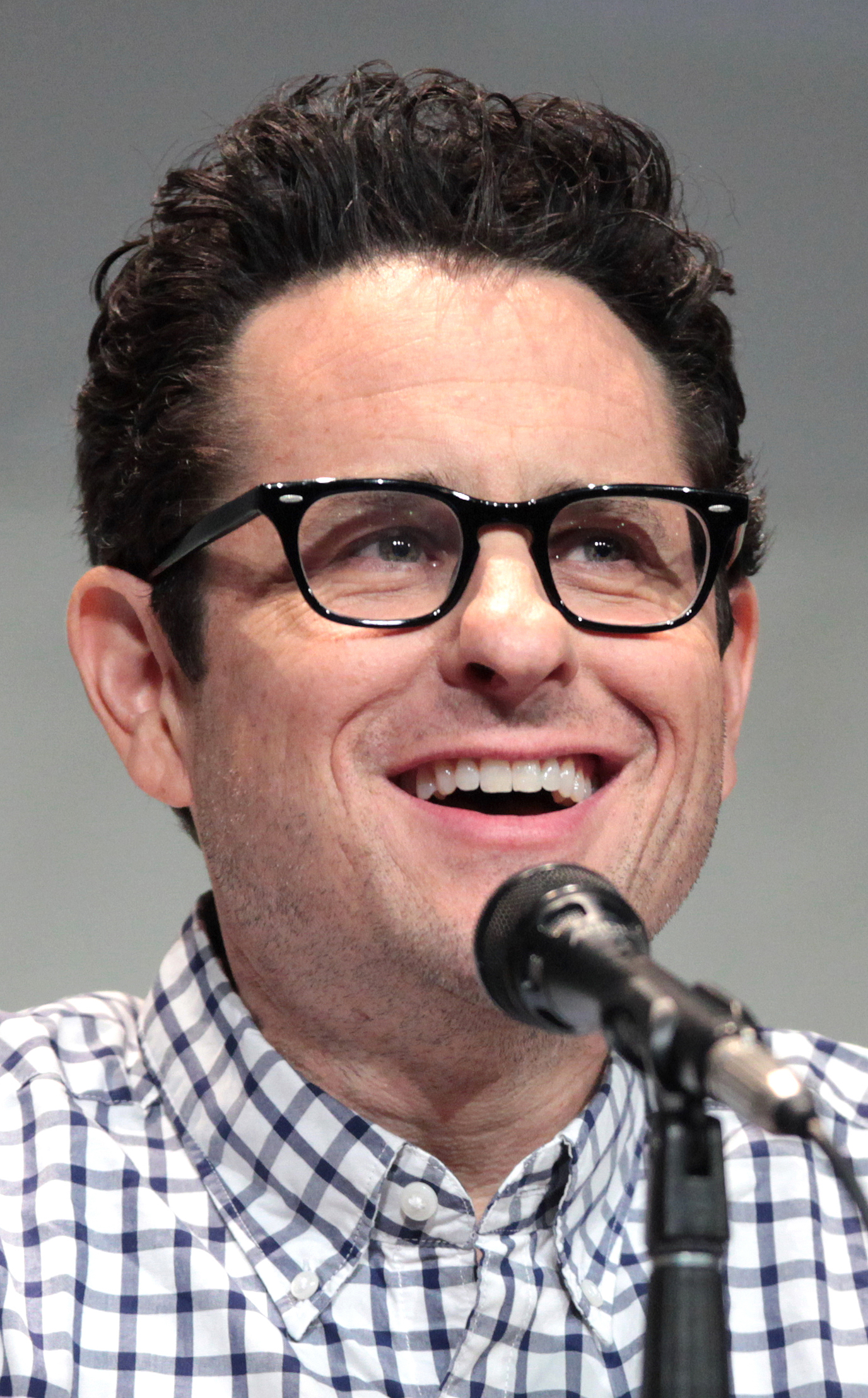
جی. جی. آبرامز، کارگردان فیلم

در اکتبر ۲۰۱۲، خالق جنگ ستارگان جرج لوکاس، شرکت تولیدی خود یعنی لوکاس فیلم و فرنچایز جنگ ستارگان را به کمپانی والت دیزنی فروخت و دیزنی از ساخت سه‌گانه جدید جنگ ستارگان خبر داد. در اوت ۲۰۱۵ کالین ترورو به عنوان کارگردان اپیزود نهم اعلام شد. وی فیلمنامه را با مشارکت زیاد دریک کالونی نوشت. همچنین اعلام شد که ریان جانسون، کارگردان و نویسنده جنگ ستارگان: آخرین جدای، یک داستان پیش نویس فیلمنامه می‌نویسد.با این حال، در آوریل ۲۰۱۷، جانسون اظهار داشت که او درگیر نبود و ادعا می‌کند این «اطلاعات قدیمی» است.در فوریه ۲۰۱۶، مدیر اجرایی دیزنی باب ایگر اعلام کرد که پیش تولید اپیزود نهم آغاز شده‌است.در پایان آوریل ۲۰۱۷، دیزنی اعلام کرد که این فیلم در تاریخ ۲۴ مه ۲۰۱۹ منتشر خواهد شد. یک ماه بعد، فیلمبرداری در ژانویه ۲۰۱۸ آغاز شد.
در اوت ۲۰۱۷ اعلام شد که جک تورن این فیلم نامه را بازنویسی خواهد کرد.در ۵ سپتامبر، لوکاس فیلم اعلام کرد که کالین ترورو پروژه را بخاطر تفاوت در دیدگاه‌ها ترک کرده. شایعه بود که جانسون بهترین گزینه برای جایگزینی ترورو برای کارگردانی اپیزود نه است. اما خودش اعلام کرد: «هیچگاه کارگردانی اپیزود نه در برنامه من قرار نداشته‌است.» در روز بعد اعلام شد که جی. جی. آبرامز کارگردان نیرو برمی‌خیزد، وظیفه کارگردانی اپیزود نه را دارد. آبرامز فیلمنامه را با کمک کریس تریو می‌نویسد و با شرکت بد روبات، کتلین کندی و مایکل رجوان فیلم را تهیه می‌کند.دیزنی همچنین تاریخ انتشار این فیلم را به ۲۰ دسامبر ۲۰۱۹ منتقل کرد.

### فرایند انتخاب بازیگر

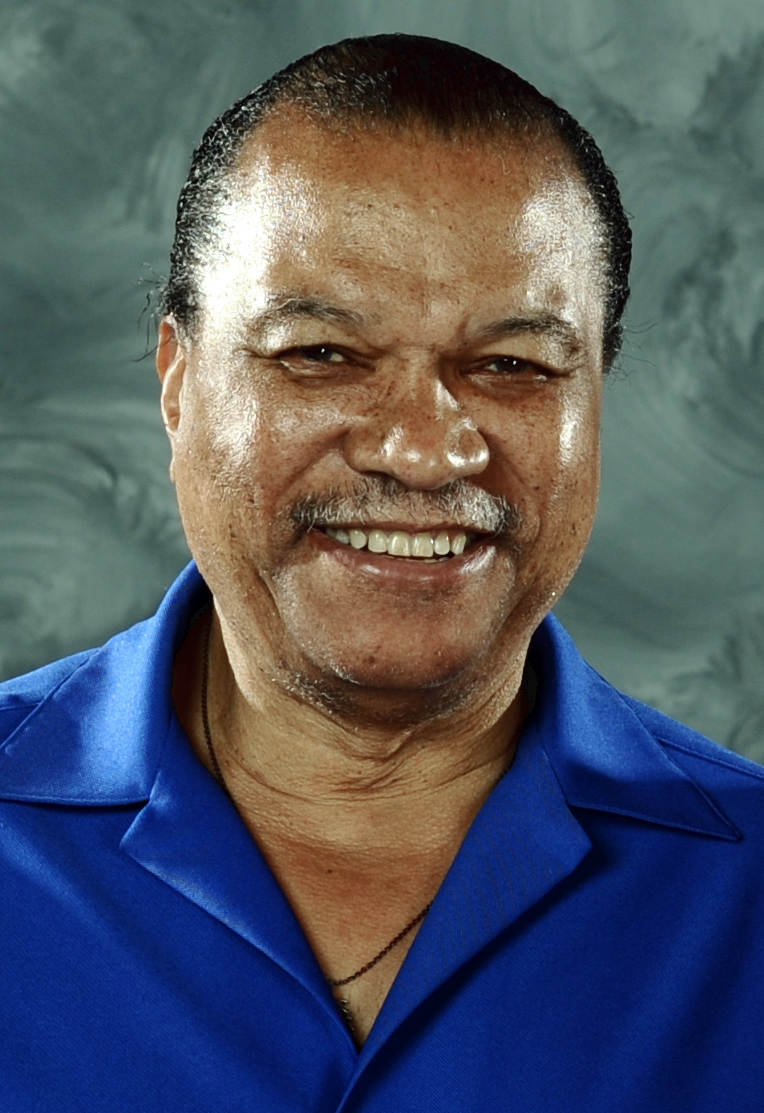
بیلی دی ویلیامز برای ایفای نقش لندو کالریسیان بازگشت

کری فیشر بازیگر نقش لیا اورگانا، در ۲۰۱۶ درگذشت. ورایتی و رویترز گزارش دادند که او نقش کلیدی در اپیزود نهم داشته‌است. لیا اورگانا در فیلم روگ وان (۲۰۱۶) با استفاده از تصاویر کامپیوتری ایجاد شد اما در ژانویه ۲۰۱۷ لوکاس‌فیلم اعلام کرد هیچ برنامه ای برای تولید دیجیتالی او در اپیزود نهم نخواهند داشت. در ژوئیه ۲۰۱۸، جی.جی. آبرامز اعلام کرد که برای تکمیل داستان از فوتیج‌های استفاده نشده کری فیشر در نیرو برمی‌خیزد استفاده می‌شود. یک هفته بعد اعلام شد که از فوتیج‌های آخرین جدای نیز استفاده خواهد شد. مطابق با گفته تاد فیشر، برادر کری فیشر، 
مقدار زیادی فوتیج استفاده نشده وجود دارد، منظورم این نیست که از همه استفاده کنیم. این‌ها استفاده نشده‌اند و می‌توانند مضمون جدیدی درون داستان فیلم بگنجانند. … بنظر می‌رسد باید اینگونه می‌شد. این فیلم‌ها انگار همین دیروز گرفته شده‌اند.
در ماه ژوئیه کری راسل در مذاکره گفت یک نقش دارای صحنه‌های اکشن سنگین و گسترده را بازی خواهد کرد. همچنین حضور بیلی دی ویلیامز برای ایفای نقش دوباره لندو کالریسیان نیز تأیید شد. در پایان ماه تأیید شد که راسل جزو بازیگران است. در اواخر اوت نیز دامینیک مانهن و مت اسمیت برای ایفای یک نقش نامشخص به بازیگران اپیزود نهم پیوستند. جیمی وی و گرگ گرانبرگ به ترتیب نقش‌های آر تو-دی تو و اسنپ وکسلی را بازی خواهند کد. همچنین بریان هرینگ اجرای حرکات ربات بی‌بی-۸ را بر عهده دارد. در جشن جنگ ستارگان شیکاگو معلوم شد که ایان مک‌دیارمید دوباره نقش پالپاتین را به تصویر خواهد کشید.

### فیلم‌برداری
فیلمبرداری در تاریخ ۱ اوت ۲۰۱۸ در استودیوهای پاین‌وود در لندن، انگلستان آغاز شد. فیلم‌برداری همچنین در وادی رم، اردن انجام شد. اسکار آیزاک اظهار داشت که آبرامز نسبت به دو فیلم قبلی به بازیگران آزادی بیشتری برای بداهه‌گویی میدهدـ در تاریخ ۱۵ فوریه فیلم‌برداری پایان یافت.

## موسیقی
در ۱۰ ژوئن ۲۰۱۸ جان ویلیامز که پیش از این کار ساخت موسیقی هشت فیلم قبلی را بر عهده داشت، به عنوان آهنگساز اپیزود نهم اعلام شد.ماه بعد ویلیامز اعلام کرد که اپیزود نه آخرین فیلم مجموعه جنگ ستارگان است که او اجرا خواهد کرد.

## انتشار
ابتدا قرار بود فیلم در تاریخ ۲۴ مه ۲۰۱۹ منتشر شود، اما بعد تاریخ انتشار به ۲۰ دسامبر ۲۰۱۹ موکول شد.
اگرچه آبرامز دربرابر گفتن جزئیات فیلم سکوت کرد اما نسبت به اینکه بینندگان از فیلم راضی باشند ابراز امیدواری کرد. این فیلم در ۱۲ آوریل در طول مراسم جشن جنگ ستارگان شیکاگو در ایالت ایلینوی یک غرفه اختصاصی داشت. جایی که تصاویر تازه، عنوان فیلم و اولین تریلر منتشر شد.